# جئونگ جی یونگ
جئونگ جی یونگ (انگلیسی: Cheong Chi-yong؛ کره‌ای: 정지용) اغلب در ادبیات با نام چونگ چی-یونگ (۱۷ ژوئن ۱۹۰۲ - حدود ۱۹۵۰)، یک شاعر و مترجم اشعار انگلیسی اهل کره بود که براساس گفتهٔ پژوهشگر شعر کره‌ای، برادر آنتونی: «افق جدیدی از امکانات شاعرانه را و تصاویر خیالی دقیق» باز کرد.

## قدردانی
در هفدهم ژوئن سال ۲۰۱۹، در یکصد و هفدهمین سالگرد تولد جئونگ جی یونگ، از وی با تغییر گوگل دودل تقدیر شد.